# 黃表
黃表（1482年—？），字汝明，湖廣武昌府咸寧縣人，民籍，明朝政治人物。

## 生平
正德十一年（1516年）丙子科湖廣鄉試第三十六名舉人，十六年（1521年）辛巳科二甲第九十九名進士。授工部主事。

## 家族
傳言為黃子澄後代。曾祖黃達穎；祖父黃秩，壽官；父黃璣，判官。母徐氏。嚴侍下。